# Rk 62
Rk 62あるいはヴァルメ62(フィンランド語：Rynnäkkökivääri 62　"62年式アサルトライフル"）は、フィンランドのヴァルメトとサコ社が製造する自動小銃でありフィンランド国防軍の標準的歩兵装備である。
1962年に登場したこのRk 62は旧ソ連のAKの基本構造を踏襲した北欧の過酷な環境に耐える第一級品質の銃である。AKと同じ7.62×39mm弾を使用する。最大発射速度は毎分700発。1965年から1994年までの間に350,000丁のRk 62(Rk 62/76を含む)が製造された。

## 概要
1960年に開発されたRk 60と呼ばれる自動小銃が前身だが、これはほとんどAKの内部構造をコピーした模造品ともいえるものであった。金属製の銃床、プラスチック製のハンドガード(銃身のみ覆いガスチューブは覆わない)とピストルグリップ、レシーバー上部後方の照準器等が、AKと大きく異なる特徴である(開発段階でのプロトタイプであるm/58はポーランドでライセンス生産されたPMKSを模して設計されておりカバノキを使った木製銃床が装着されていた)。軍で試験された後、Rk 60は改良されてRk 62として正式採用された。
AKシリーズと同様にRk 62シリーズは、ボルトキャリアーに固定されたロングストロークガスピストンを持つカラシニコフの動作機構により作動する、ガス圧利用式の連射・単射切替式自動小銃である。
AKシリーズと同様にスプリング式のエキストラクターは、ボルト先端に2つあるロッキングラグの片方に取り付けられている。回転式ボルトは、2つのロッキングラグにより薬室に固定される。ボルトキャリアーのガイドレールの固定突起がエジェクターとなる。ハンマータイプの撃発機構、半自動および全自動の発射モードを可能にする引金機構を備えている。
セレクター構造もAKと同様であり上側(引金およびボルト・キャリアーは両方とも固定される)が安全、中間(3点の刻印)が連射、下側(1点の刻印)が単射(ボルトキャリアーは連射と同様に作動するが、連射しないようにディスコネクターが働く)の3か所の切り替えポジションがある。
分解手順と部品構成もAK同様でマガジン、レシーバーカバー、ガスピストンと一体化したボルトキャリアー、ボルト、ガスチューブ、銃身が固定されたレシーバーといった構成ごとに特別な工具を使わずに分解出来る。
マガジンはAK用の標準マガジンと同様に30発装填でき互換性を持つ。これらの弾倉は独自のアレンジとしてマガジンの底板には可動式のループが設けられ、ストラップなどを取り付けることができる。
なお、マガジンに関する逸話として、マガジンのリップが栓抜きとして利用するのに丁度よく、栓抜き代わりにマガジンを使った新兵がマガジンの給弾機構を壊してしまうことがあったという。似た様な逸話があるガリルは試作にあたりRk 62のレシーバーを参考にしているので、この銃の設計がガリルに特徴的な栓抜き機能を世に出すことになった遠因と言える。
Rk 62はシリーズはAKの設計の改良版であり、AKの高性能な派生型であるといわれている。とりわけ精度が高いことで知られ、100ヤードで1インチ以下(1MOA)の集弾が可能であるという。基礎的な射撃訓練を済ませた後であれば、一般人上がりの徴集兵ですらその30%が、射距離150mで的の中心が10cm(10点)の的を用いた射撃訓練で10射100点満点中93点以上を獲得することができる。
ヴァルメト社はライセンス版AKの機関部に対し、全てのポイントで設計に改良を加えた。全天候ですぐれた顕著な信頼性を確保するために必要充分な程度に設計上の許容差を確保しつつも、東側共産圏のAKシリーズに較べその遊びはかなり狭められている。ガスピストンは、ガスチューブ内部でより滑らかな作動を保証することを目的として、先端ガス受けの後方に小さなラグが放射状に設けられたガイドパーツを持っており、本小銃固有の精度をさらに向上させる役割を果たしている。
命中精度の高さを確保するうえで重要な点として、レシーバーの冶金や、競技銃グレードで鍛造されたクロムモリブデン製銃身といった全体的な品質も勿論重要であるが、もう一つの最大の改善点は改良された調整可能な照準器である。
フロントサイトは、銃身への簡易な装着を可能としたガスブロックの上に機械的な精度を増した形で配置され、保護カバーを備え、使用する射手が上下左右の微調整を行うことができる。
AKシリーズおよびその派生型の殆どは、四角い溝を切ったリアサイトをレシーバー上部のガスピストンハウジングの上に取付けているが、Rk 62では環形照門がレシーバーカバー上部の後方に配置される。フロントサイトとリアサイトの間の距離は照準の見出しに影響するが、本銃ではAKシリーズの約2倍にあたる470mmを有している。リアサイトは「戦闘照準」セッティングである300mおよび400mの距離調節目盛を備え、600mまで調整可能なスライド式照尺の上に位置しており、さらに調節ねじを使って上下左右を微調整することが出来る。リアサイトを載せるレシーバーカバーは、がた付きを起こさないよう強化されている。
また、低レベル光源状況での射撃を補助するために、暗闇で自然発光するトリチウムを用いた夜間照準器も備わっている。フロントサイトにおいては、手動で起倒できる折りたたみ式の支柱(フロントサイトと別個にフロントサイト取付部に装着)にトリチウム照明が設けられている。後部照門においては、手動で起倒できる夜間照門の左右にトリチウム照明が装着されている。夜間照準器が使用状態にセットされると、射手はトリチウムの光点を使って見出しを取ることができる。

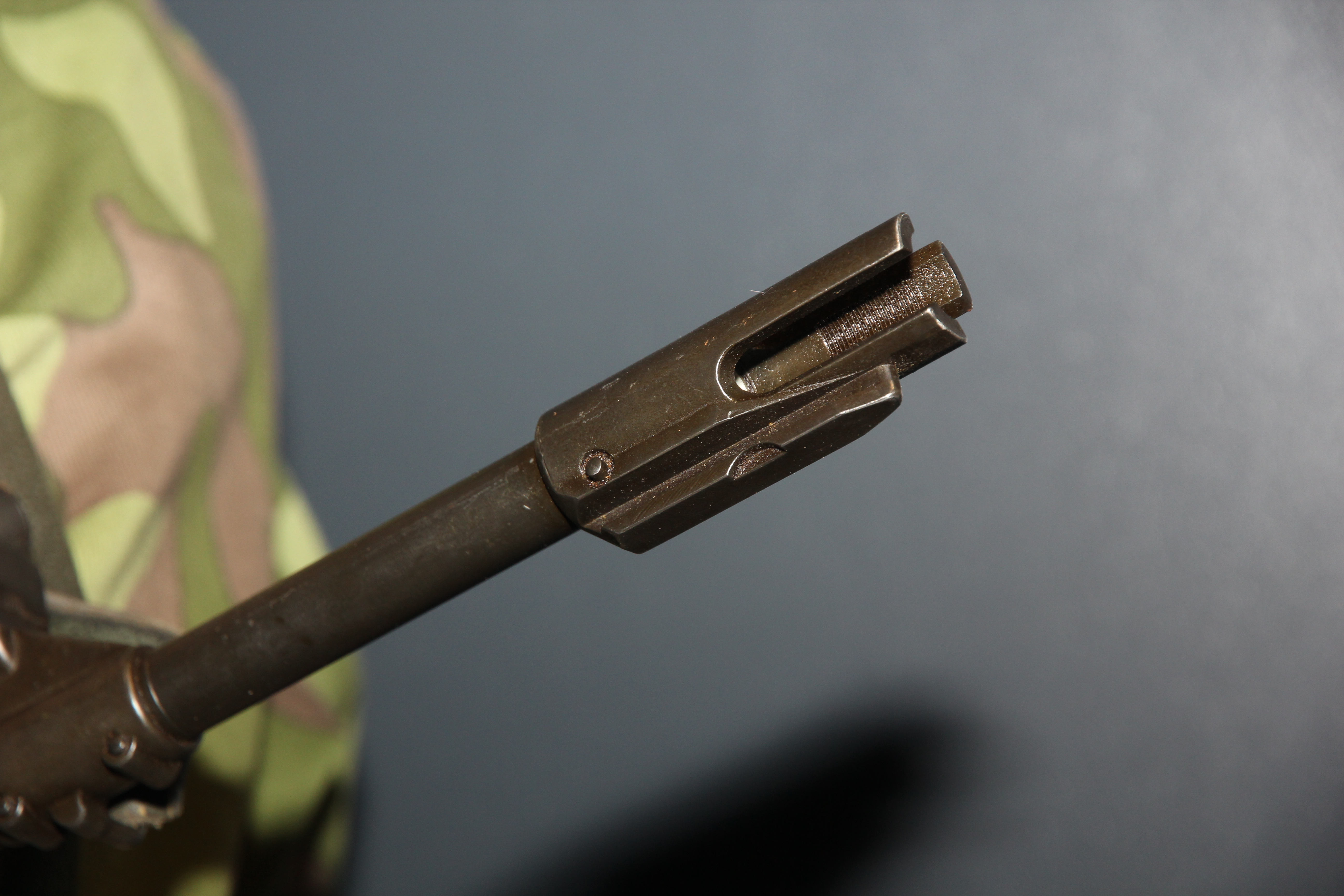
Rk 62/76の銃口装置。

Rk 62およびRk 62/76のもう一つの特徴は銃口装置であり、M16の初期型に取り付けられたフラッシュハイダーに似た、三叉に分かれた銃口装置を装備している。銃口装置の下部には直接、銃剣装着用の金具が設けられ、フィスカーズ・アンド・ハックマン社により製造されるナイフ型専用銃剣を装着出来る。専用銃剣はプッコと呼ばれるフィンランドの伝統的クラフトナイフとしても使用できる。有刺鉄線切断のため、銃口装置にはその縦の切れ込みに沿って鋭い刃があり、ここに有刺鉄線を滑り込ませ、細い寸法の鉄線ならば鉄線が折れるまで小銃を捻って回転させるだけである。より太い鉄線であれば、銃口装置に鉄線を挿入し半回転させてから射撃すれば、有刺鉄線は折れる。これは騒音が出るものの有効な方法である。M16では尖った先端が野外で植物にひっかかる傾向があったため、先割れ型のフラッシュハイダーは鳥籠型のものに置き換えられたが、Rk 62およびRk 62/76においては依然として先割れ型が使われ続けているものの、一方でその鋭い刃は植物などを切り開くのに役立つという側面も有する。
Rk 62シリーズは全て、工業基準の防錆処理がなされている。

## 派生型

### 軍向け

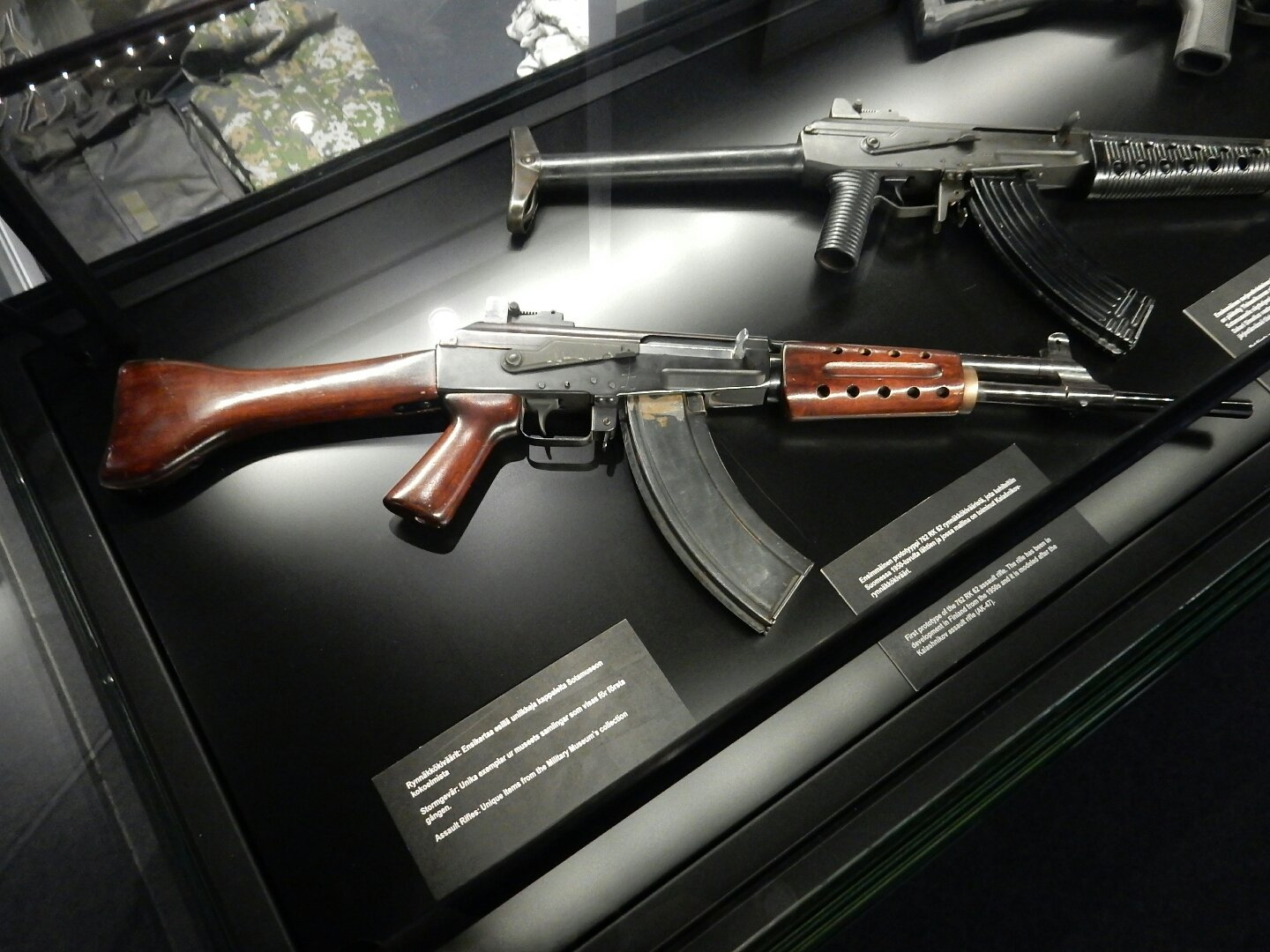
M/58

#### M/58
ヴァルメトが最初に開発、製造した試作型。銃床とグリップ、ハンドガードを木製で構成している。

#### Rk 60
工場量産型の試作型。グリップ、ハンドガードはRk 62のように滑り止めのセレーションが入っていなく滑らかな表面になっている。銃口には縦に溝が入った試作型のフラッシュハイダーが取り付けられている。

また改良型にあたる二次試作モデルではトリガーガードが省略されている。

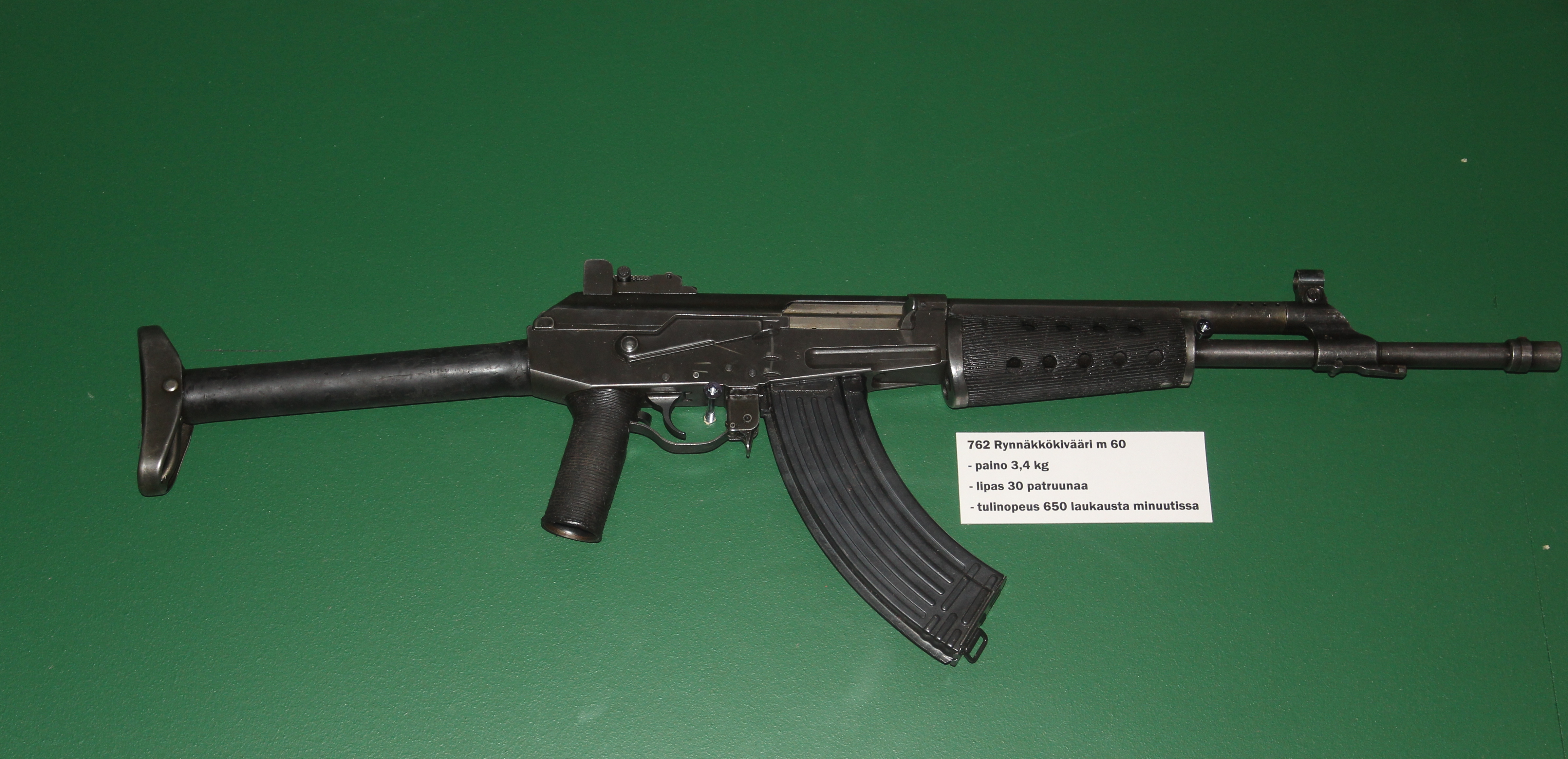
Rk 60
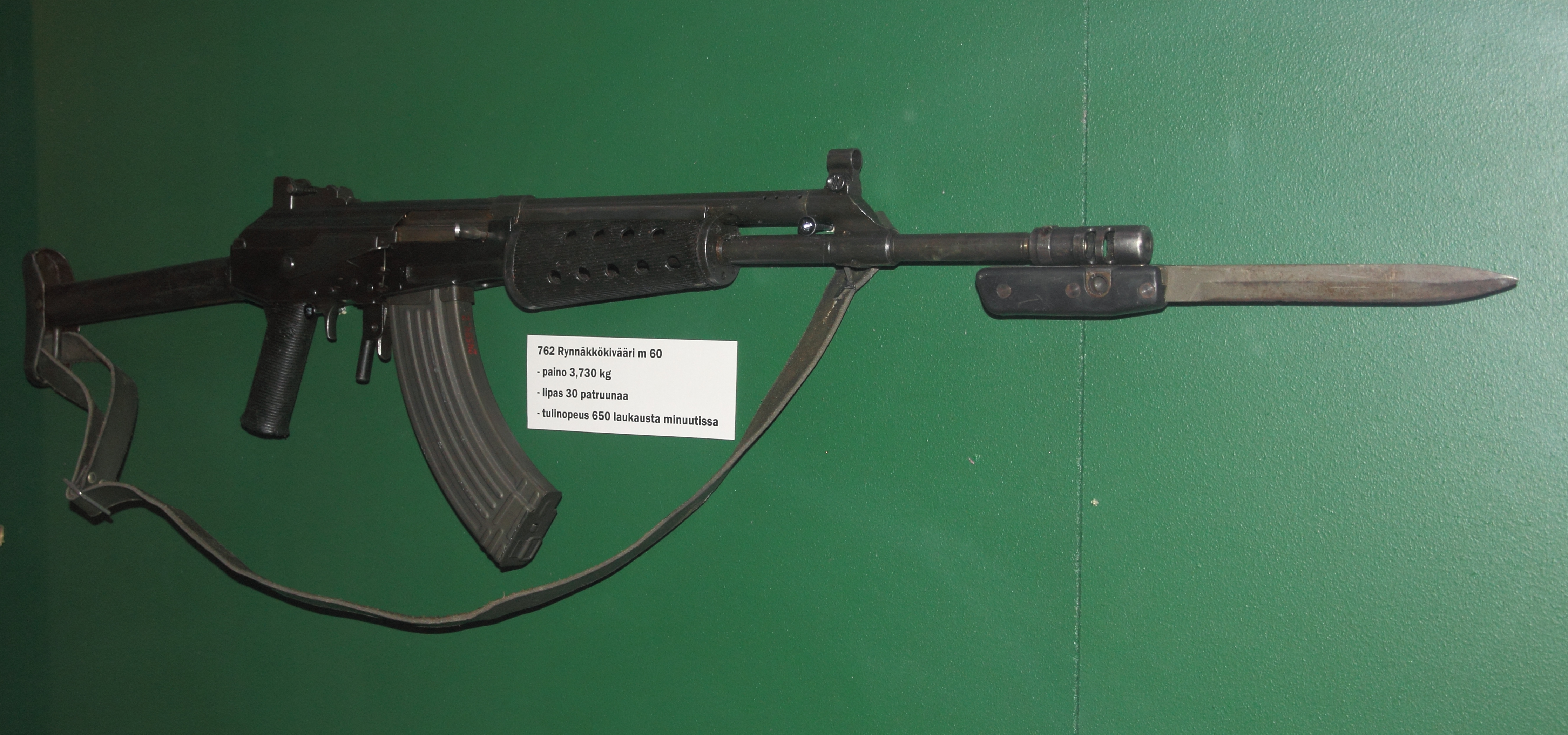
Rk 60の二次試作モデル。銃剣が取り付けられる。
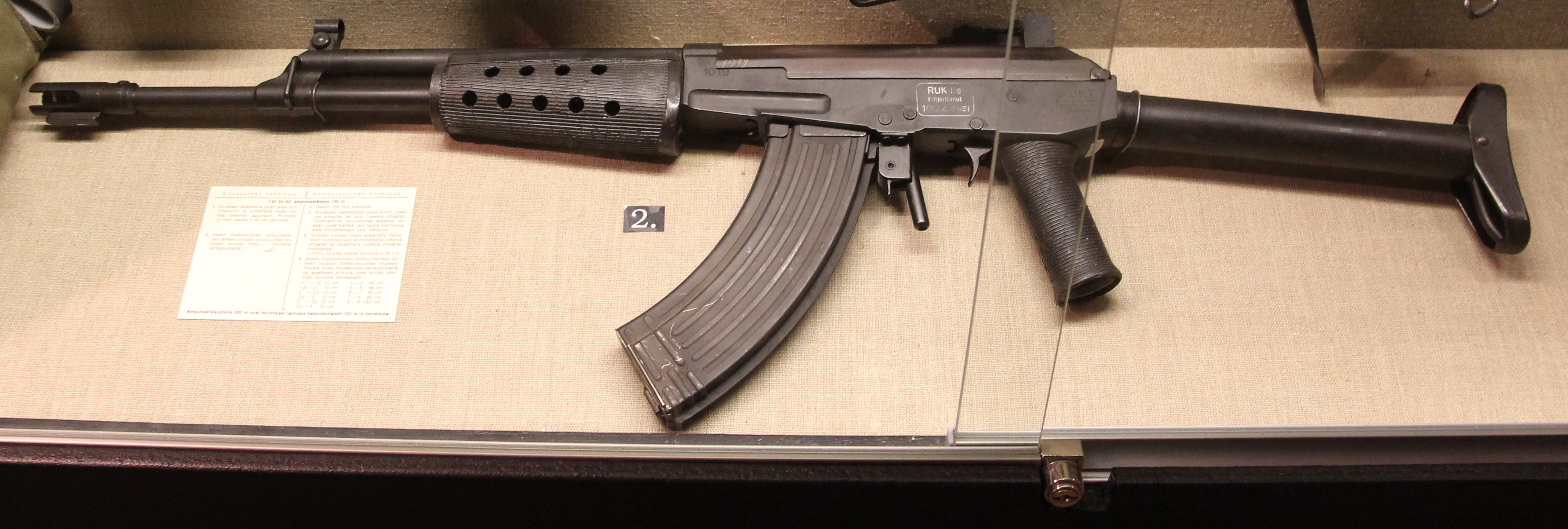
Rk 60 二次試作モデル。

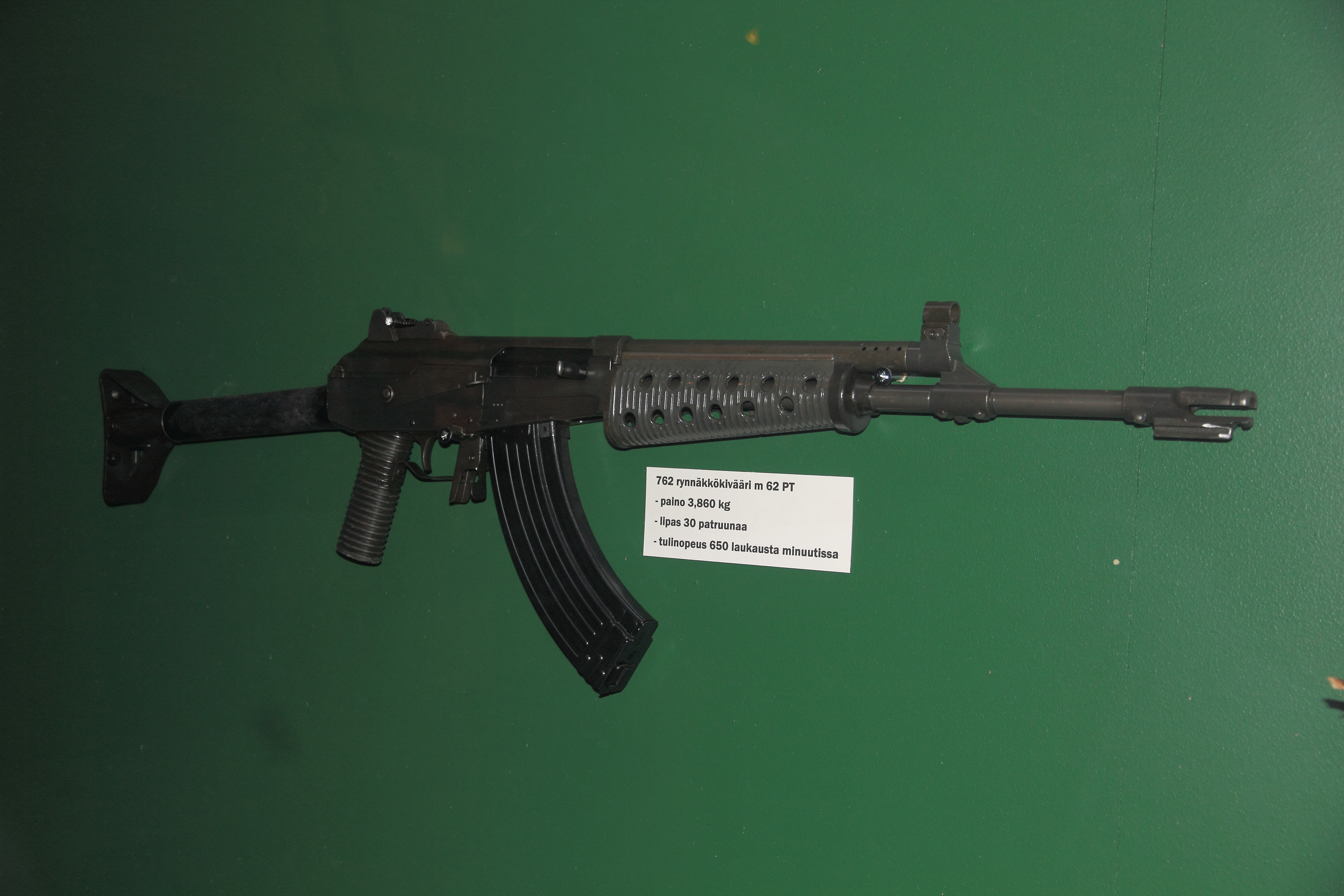
Rk 62 PT

#### Rk 62 PT
Rk 62のPTサフィックス生産モデル。名称はRk 62なものの、構成はRk 60に近くプラスチック製のセレーション入りハンドガードとグリップを備えている。またアイアンサイトのトリチウム蛍光機能はない。Rk 62 PTはまもなくして通常のRk 62規格で生産が開始されRk 62 PT仕様の生産は段階的に廃止されていった。 

#### Rk 62
1960年代に生産が開始された最初の正式量産モデル。固定の管状金属製銃床に三角銃尾を備えている。ハンドガードはRk 60と同様のものだがグリップは滑り止めのセレーションが入ったプラスチック製のもので、ガスブロックは角度が垂直に近いものに変更され、銃口には着剣機能のある新型のフラッシュハイダーが取り付けられている。またこのモデルからアイアンサイトのトリチウム蛍光機能が備えられた。

1970年代初頭からの生産では改良された新形状のハンドガードを備えており、レシーバー後端を簡素化した。マガジンは金属製のものからポリマー製のマガジンに変更している。

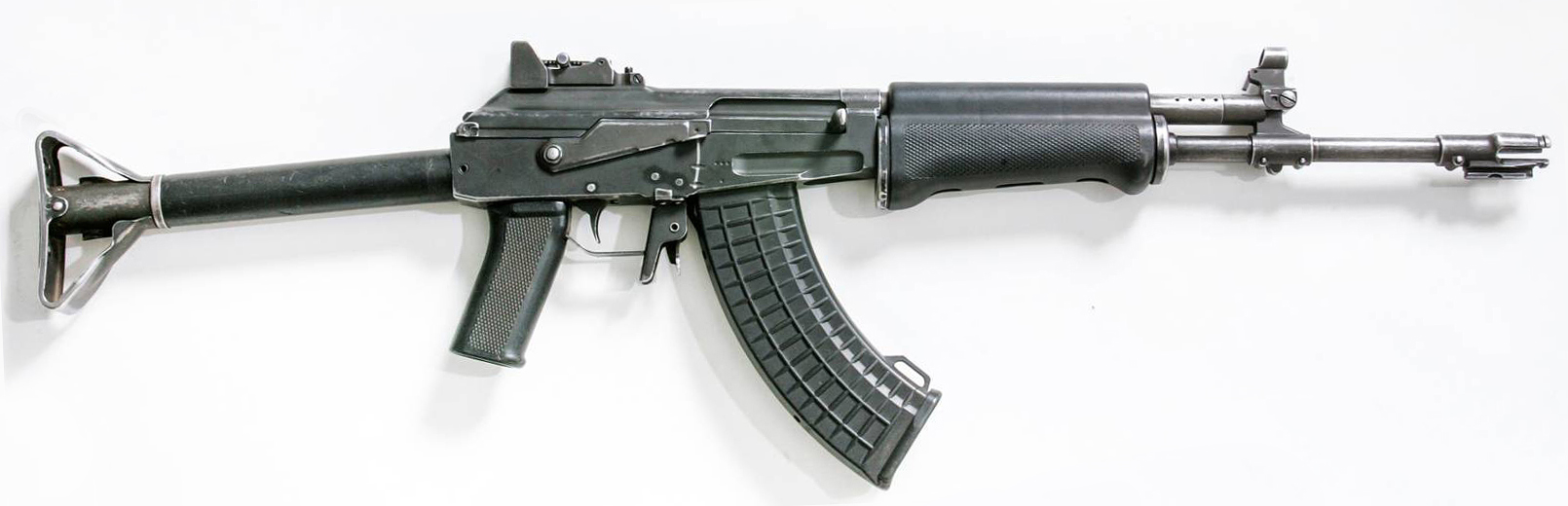
1970年代初頭以降生産のRk 62。
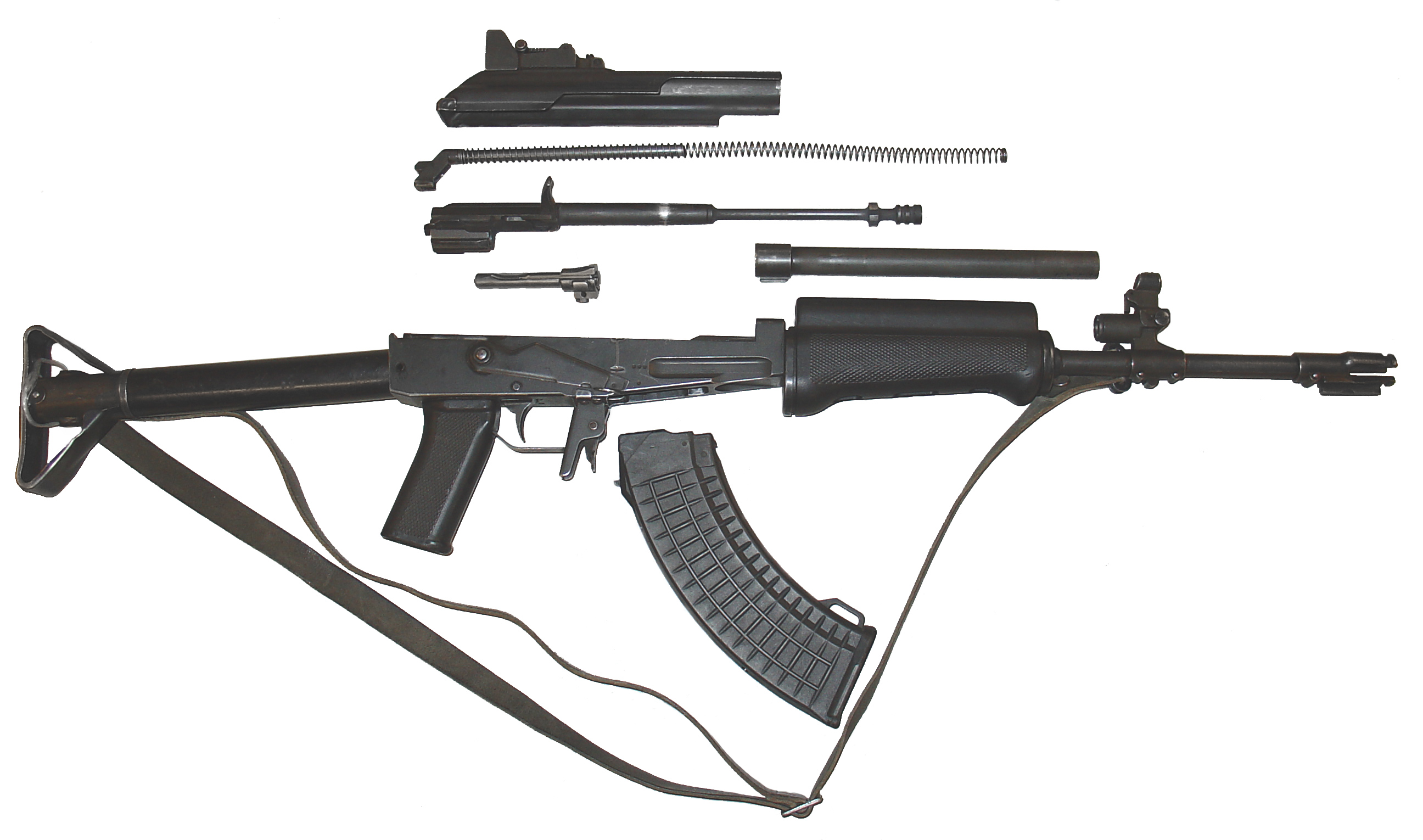
分解された1970年代初頭以降生産のRk 62。
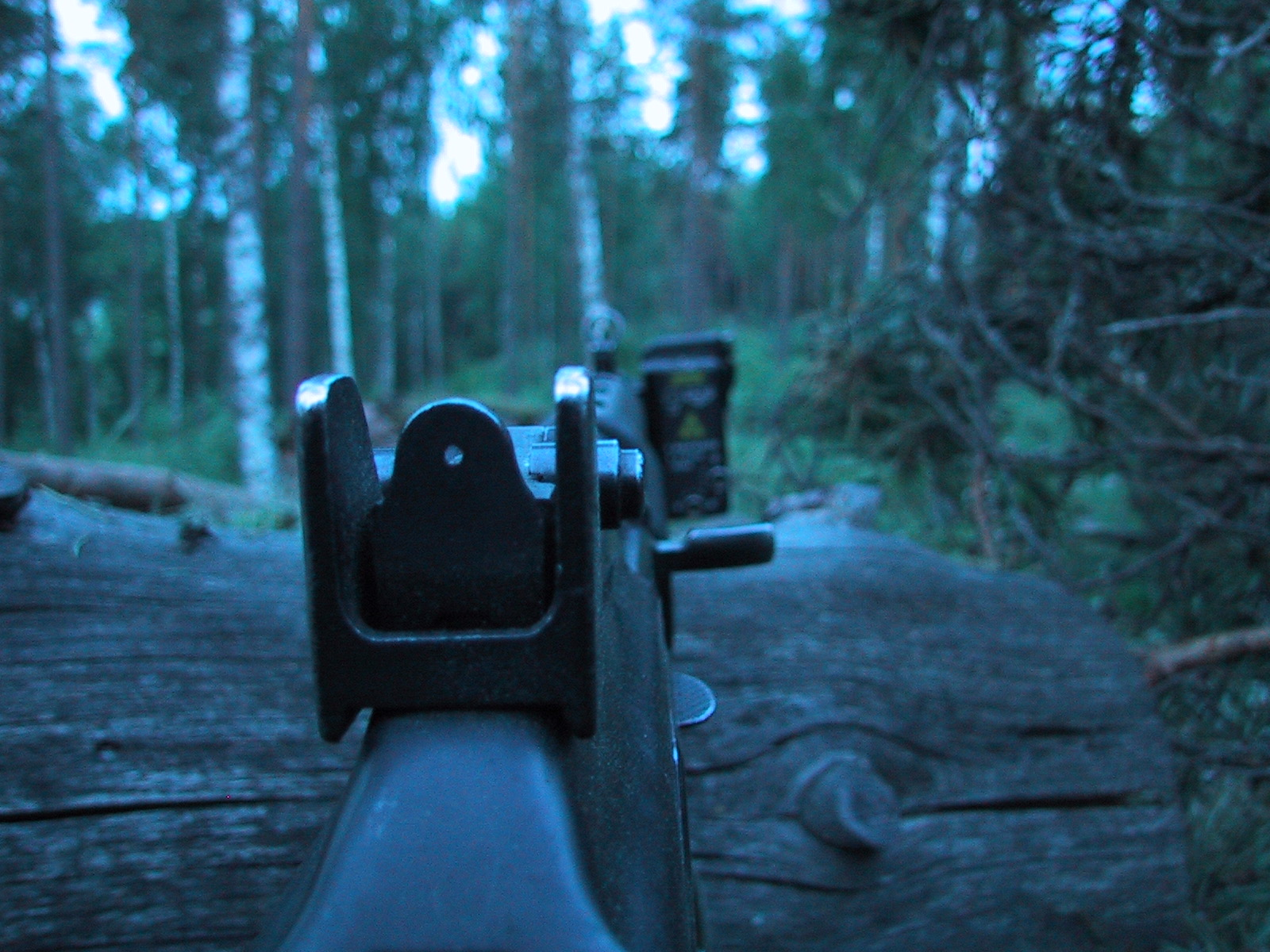
Rk 62のリアサイト。
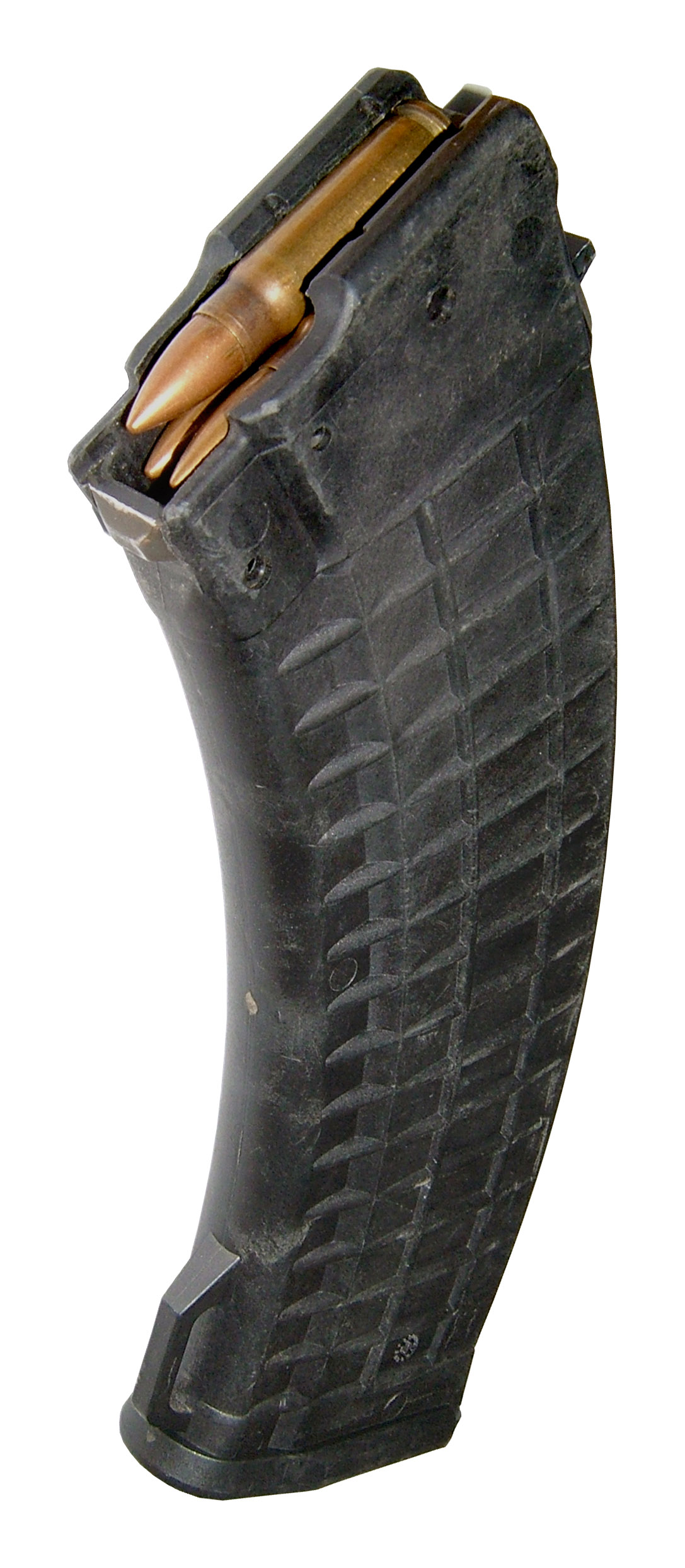
Rk 62シリーズ用30連ポリマー製マガジン。

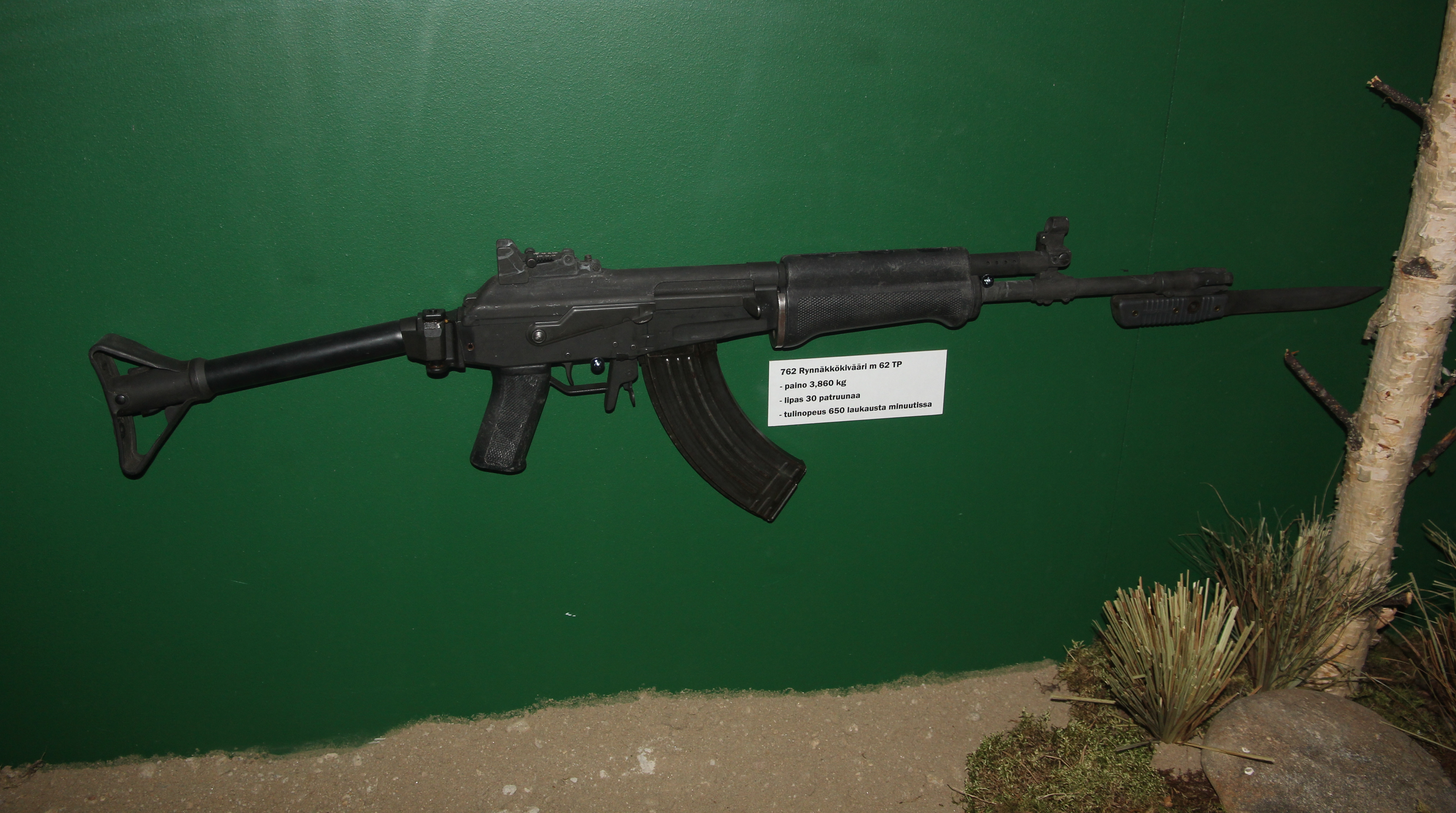
Rk 62 TP。銃剣が取り付けられている。

#### Rk 62 TP
Rk 62の折りたたみ銃床仕様。ガリルと統合した銃床システムと可動させるためにヒンジパーツが追加されており、この変更により全長がRk 62と比べ少し伸びている。

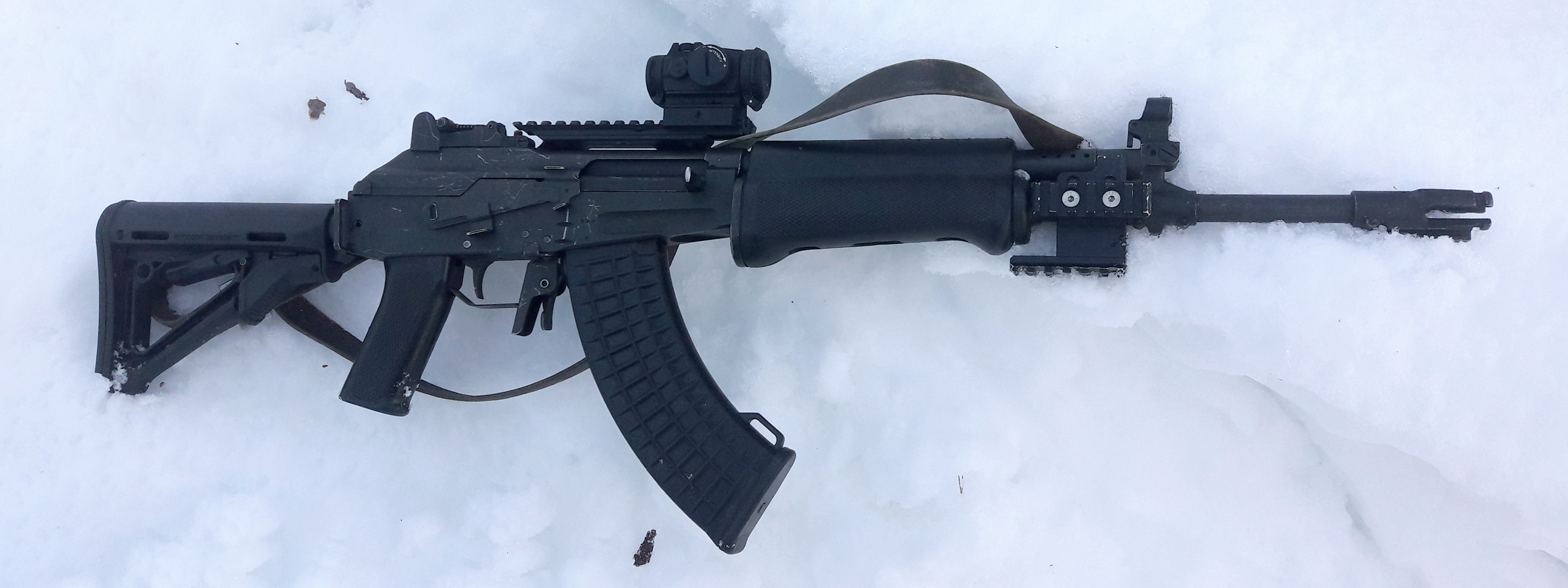
Rk 62 M1

#### Rk 62 M1
Rk 62の近代化モデル。AR-15タイプの伸縮調整可能な銃床とレシーバーカバー上部に照準器が搭載可能なピカティニレールが追加され、ハンドガードとガス導入部の間にある銃身にはライトやレーザーサイトが取り付け可能なピカティニーレールが追加されている。

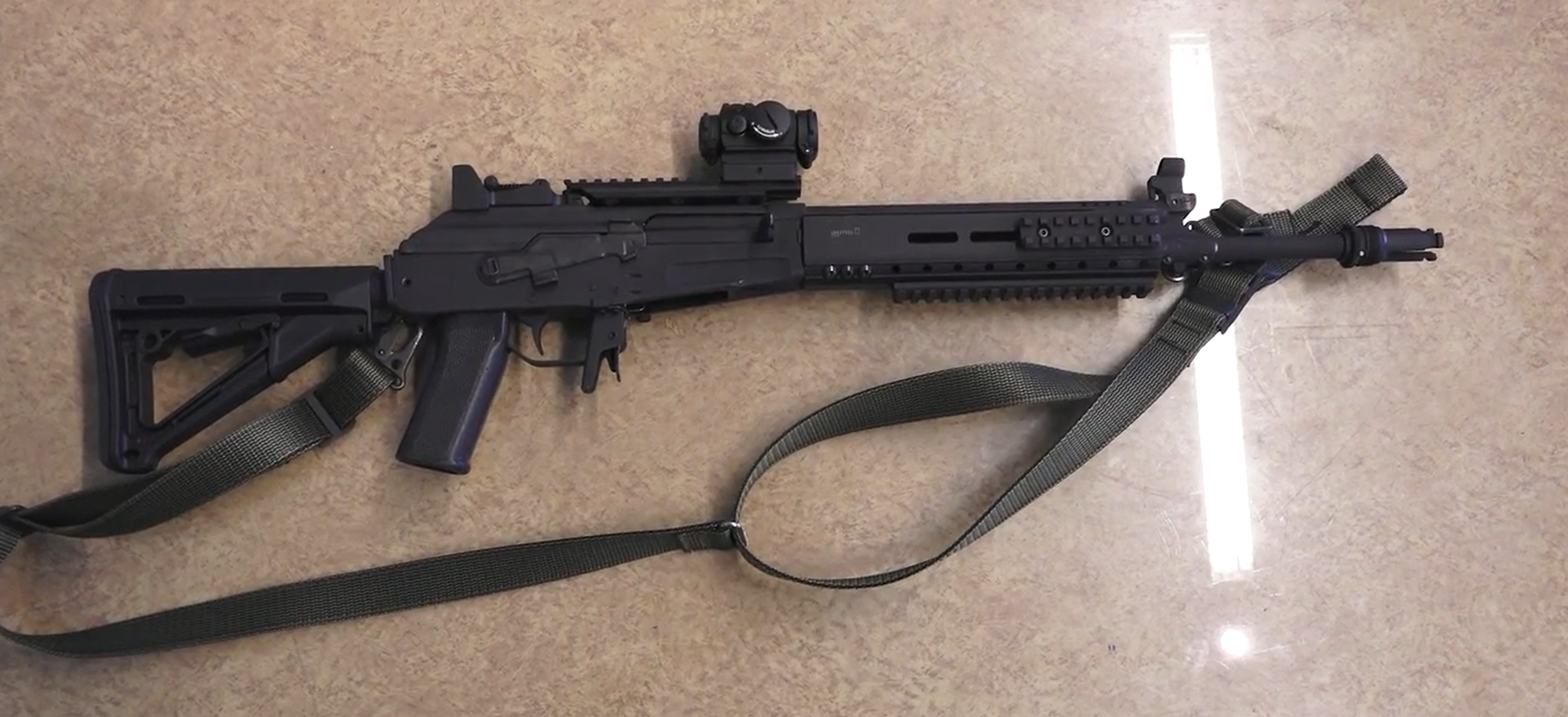
Rk 62 M2

#### Rk 62 M2
Rk 62 M1の近代化モデル。Rk 62 M1のハンドガードをガス導入部までを覆うロングハンドガードに変更したモデル。このハンドガードには左右と下部にM-LOKスロットが備えられている。銃口のフラッシュハイダーはサプレッサーの取り付けが可能なボアロック製の新型のものに交換されている。

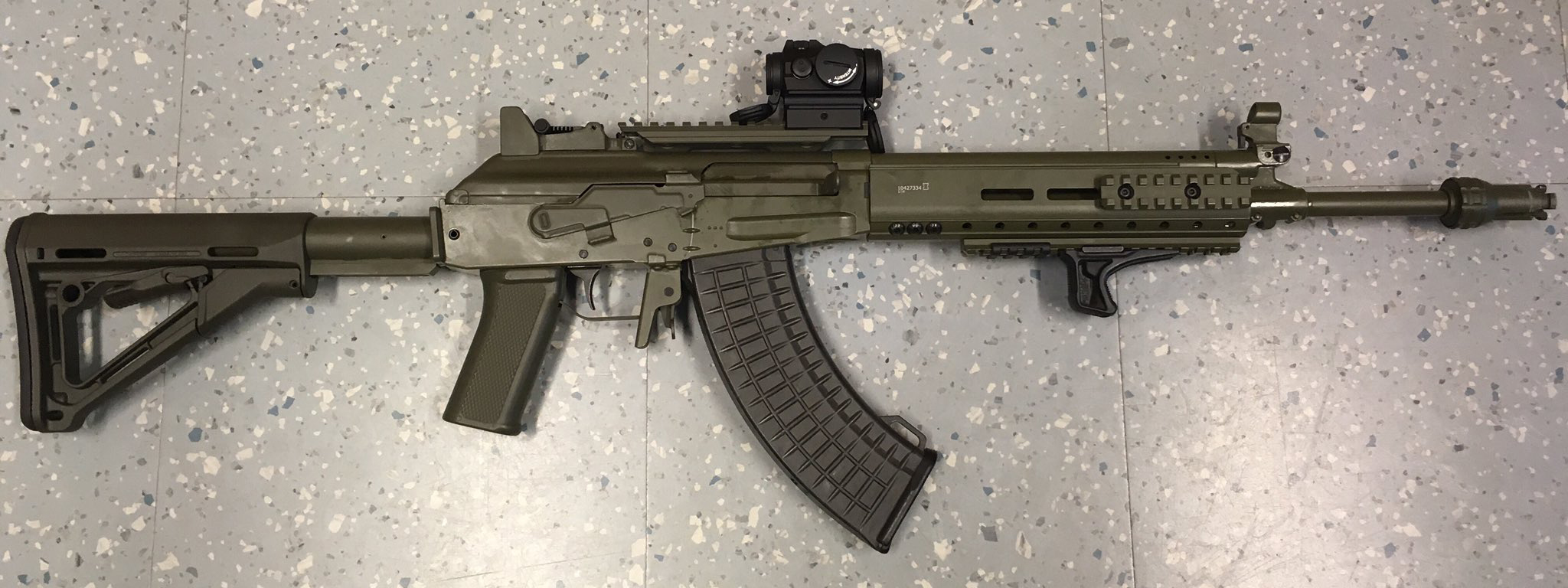
Rk 62 M3

#### Rk 62 M3
Rk 62 M2にODグリーンセラコート表面処理を施した仕様。

#### M/74
HQ歩兵武器技術部によって開発されたRk 62をベースとした軽機関銃仕様。ハンドガードと銃床は形状の異なる木製のものでグリップはRk 60と同じ細身のものが備えられている。銃口にはラッパ型のフラッシュハイダーが取り付けられている。アイアンサイトは位置が変更され、AK同様の位置に戻された。フロントサイト手前には二脚が追加されている。

#### 試作カービン
HQ歩兵武器技術部によって1980年代後半に開発されたRk 62をベースとしたカービン仕様。短縮されたガスチューブと銃身を備えており、銃口には大型のフラッシュハイダーが取り付けられている。銃床は独特な形状をした左側面に折りたたみ可能なものが備えられている。このカービンは採用されず計画は破棄された。

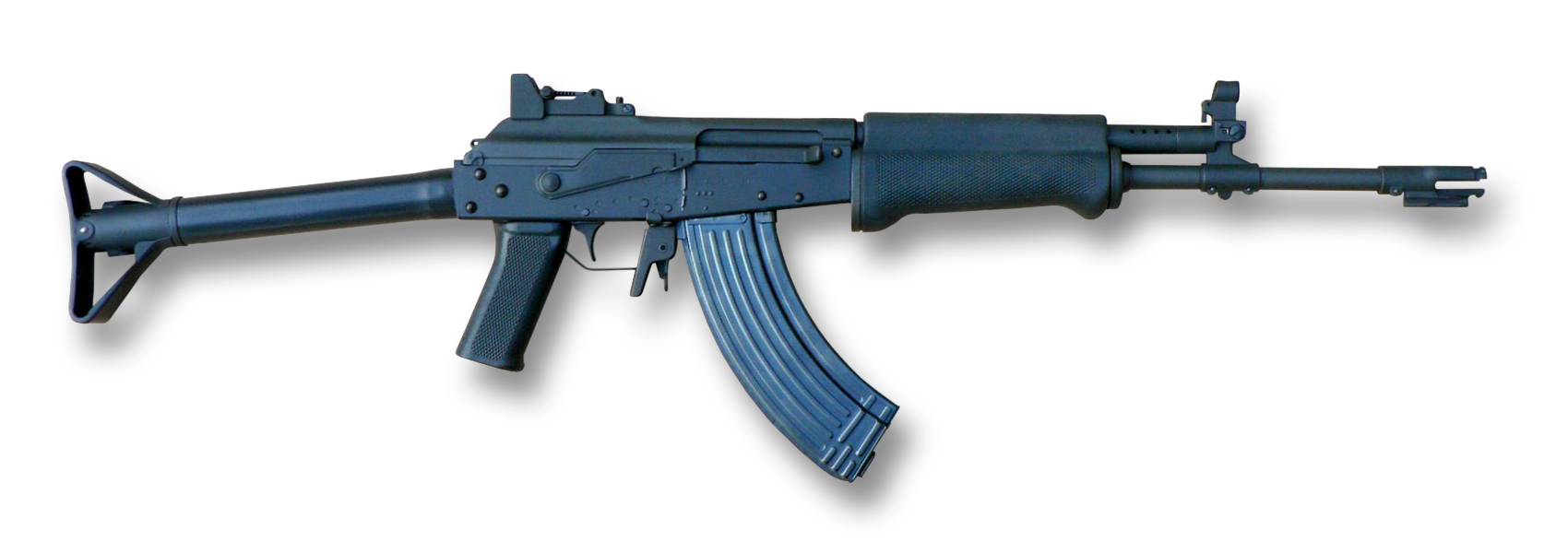
Rk 62/76

#### Rk 62/76
Rk 62/76は、Rk 62同様に7.62×39mm弾を使用する。削り出し加工により製造されたレシーバーを使用するRk 62と異なり、プレス加工とリベット結合により製造された鋼板製レシーバーを使用し、重量を3.6kgに軽減したモデル。
Rk 62からの他の変化として、ハンドガードがガスチューブまで覆うAK/AKMに似た形状に変更された。銃尾には清掃キットを収納できる蓋を備えた空間がある。フィンランドによくある氷点下の天候でも兵士の顔に凍結して張り付くことを防ぐために、銃床のうち一般的に射手の顔と接触しやすい金属製チューブ部に薄いプラスチックスリーブが装着されている。

#### Rk 62/76 TP
Rk 62/76の折りたたみ銃床仕様。折りたたみ銃床は長期間使用する間に緩くなる傾向があるという点で故障を惹起する可能性があるが、ヒンジおよびロックの設計が非常に強固であるため、Rk 62/76シリーズでは問題とならない。

#### M/82
1978年に落下傘部隊用に開発されたRk 62/76をベースとするブルパップ方式の自動小銃。照準基線長の短縮による命中率の低下を防ぐためにアイアンサイトを大型化させているが、銃本体から大きく飛び出しているため、落下傘降下時に頭をぶつけるといった欠点が報告された。既製品をブルパップ方式に変更したタイプであり全体的にまとまりが悪かったため、1986年には製造が中止されている。総生産数は2000挺程度であったとされる。

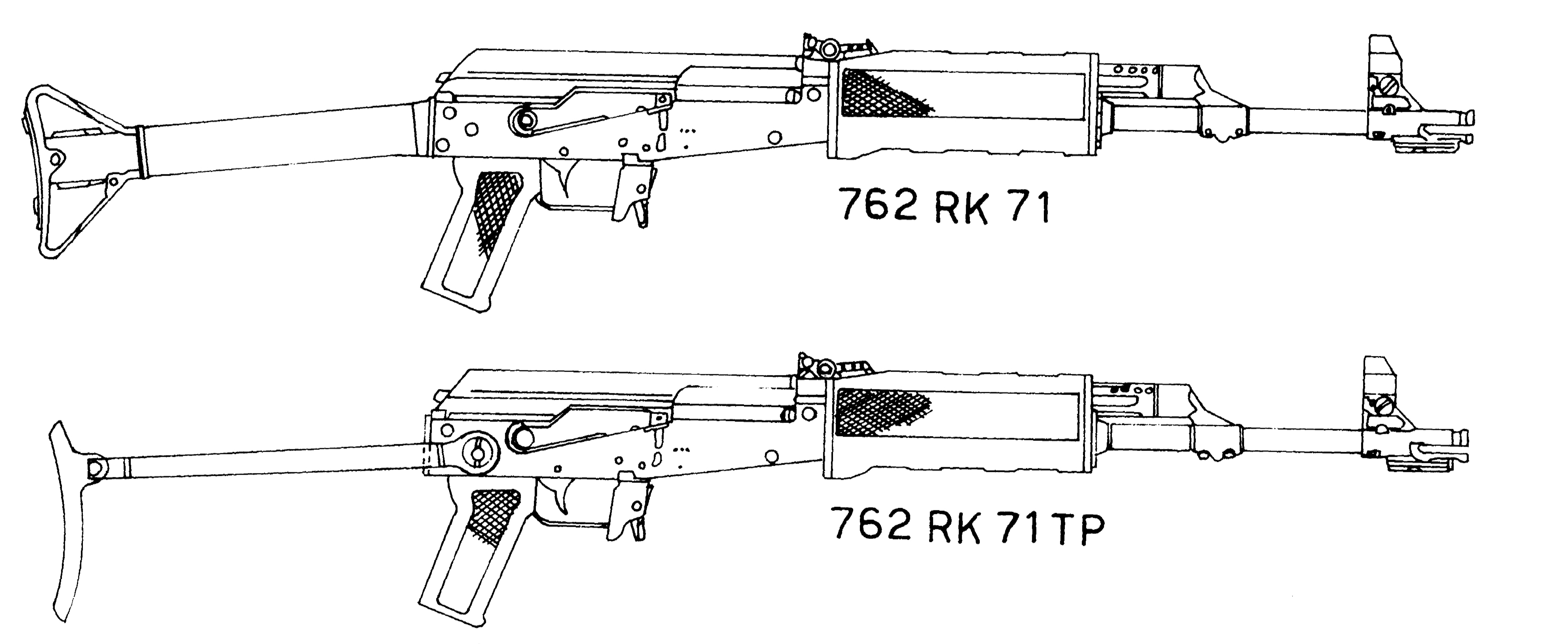
Rk 71(上)とRk 71 TP(下)。

#### Rk 71／ヴァルメト M71
フィンランド国防軍が1971〜73年の間に試験されたAKに基づいて開発された自動小銃。グリップとハンドガードを樹脂製に変更し、マガジンリリースレバーの形状を変更している。銃床はRk 62/76と同じものを取り付けている。またアイアンサイトの形状も異なっている。

#### Rk 71 TP
Rk 71の折りたたみ銃床仕様。

#### M90
サコ社が1988〜90年にRk 62を代替するために開発された試作型。セレクターが大きく変更されており、位置が右側面から左側面に移されサイズも小型化され親指操作が可能になっている。コッキングレバーもデザインが変更された。ライフルグレネードの投射に対応するため新型のフラッシュハイダーとガス導入量の調整機能が追加され、折りたたみ銃床もデザインがガリルに似たものになった。M90は第一段階の試験を受けのちにM92に改良された。

#### M92
M90の改良型にあたるモデル。セレクターを通常のAKタイプのものに戻し、ハンドガードを延長してデザインを変更した。またフラッシュハイダーも溝が増加した新しいデザインのものに交換された。

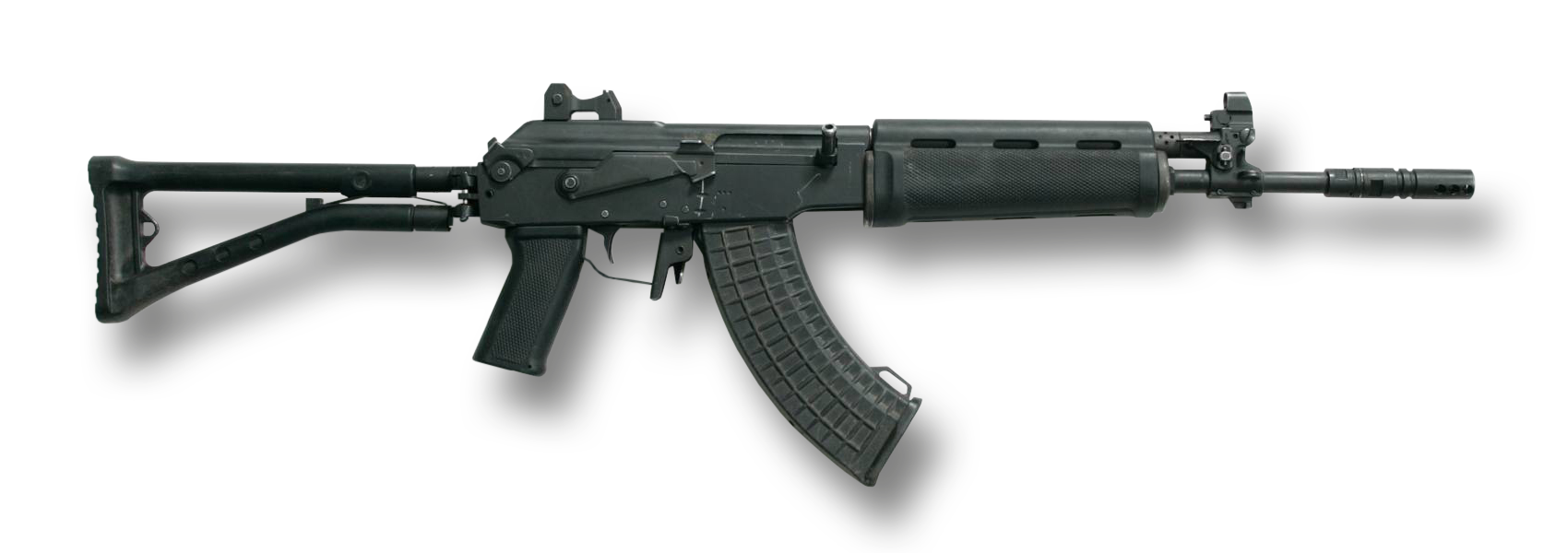
Rk 95 TP

#### Rk 95 TP
(フィンランド語：Rynnakkokivaari 95 Taittopera、英語："assault rifle 95 folding stock")Rk 62系統の最新型であり、Rk 62およびRk 62/76同様に7.62×39mm弾を使用する。ライフルグレネードの発射が可能な他、各種改良が加えられており、消音器、光学照準器が装着可能で、折りたたみ銃床を装備している。現在Rk 95は累計20,000丁しか配備されておらず国防軍の一部でしか運用されていない。
1987年にヴァルメトの小火器部門がサコ社に買収されたため、サコ社がRk 95の設計・製造に従事している(Rk 62/76の製造は1986年に終了)。
Rk 95 TPは、銃身に多機能の銃口装置が付属しており、マズルブレーキ、火炎制退器、ライフルグレネードを発射するための装着チューブの役割を果たす。ガス・ブロックは、閉鎖位置においてガスシステムを分離する手動調整可能なガス導入量調節機能、下部にナイフ型銃剣を装着する突起を備えている。更にサプレッサー、空砲アダプターを取り付けることができる。
後部照準器はRk 62と同じくレシーバーカバーの上に搭載されているが、カバーの固定機構が強化されている。リアサイトはL字形で、150メートルと300メートルの二段階で切り替えでき、中間位置にすると照門の前方に配置された夜光照準器を目視できる。
クリーニングキットを格納する内部空間のある、右側に折りたたみ可能なプラスチックコーティングされた管状金属製のスケルトン銃床を装備し、前方ハンドガードおよびグリップは共に軽量な合成樹脂で作られている。トリガーガードは、寒いフィンランドの冬に手袋で射撃を可能とするために拡大された。
ダブルカラムで30連の耐衝撃性ポリマー樹脂製の箱形湾曲弾倉(空重量：0.16kg)から給弾される。レシーバーはRk 62よりも下に数ミリ延長され、挿入された弾倉を左右からより確実に保持する。
レシーバー左側面にアクセサリーレールを追加するためのめねじと溝があり、様々な光学照準器(Patria VV 2000受動式夜間照準のような暗視装置や、Trijicon ACOGなど)を使用することが可能である。光学照準器を使用する場合、着脱式の頬当昇降機構が使用される。
銃身に装着する二脚、あるいは吊り下げ式の40mmグレネードランチャーも装着出来る。ガスブロックに装着するレール部品も開発され、戦闘用装備を装着できる。

#### 国境警備隊特別猟兵隊用Rk 62
Rk 95タイプの銃床、連射・単射・安全セレクターを備え、光学照準器搭載を可能とする仕様を特徴としているRk 62の特別版が、フィンランド国境警備隊の特別猟兵隊用として使用されている。

### 輸出向け・民間向け

#### M62
Rk 62の海外向け輸出モデル。カタール軍に輸出された。

#### M62/S
Rk 62のセミオートのみ民間向け輸出モデル。Rk 60の細身グリップのものとRk 62のグリップ、木製グリップの3種類が存在し、銃床にも木製とRk 62の管状金属製銃床の2種類がある。使用弾薬は7.62×39mm弾に加え5.56×45mm弾仕様が存在する。

#### M71S
1971〜77年に間に製造されたRk 71のセミオートのみ民間向け輸出モデル。銃床は固定で、木製、プラスチック製、金属製管状銃床の3種類がある。使用弾薬は7.62×39mm弾に加え5.56×45mm弾仕様が存在する。

#### M72
カタールのロイヤルガード向けに開発・輸出されたRk 71のクロムメッキ装飾仕様。

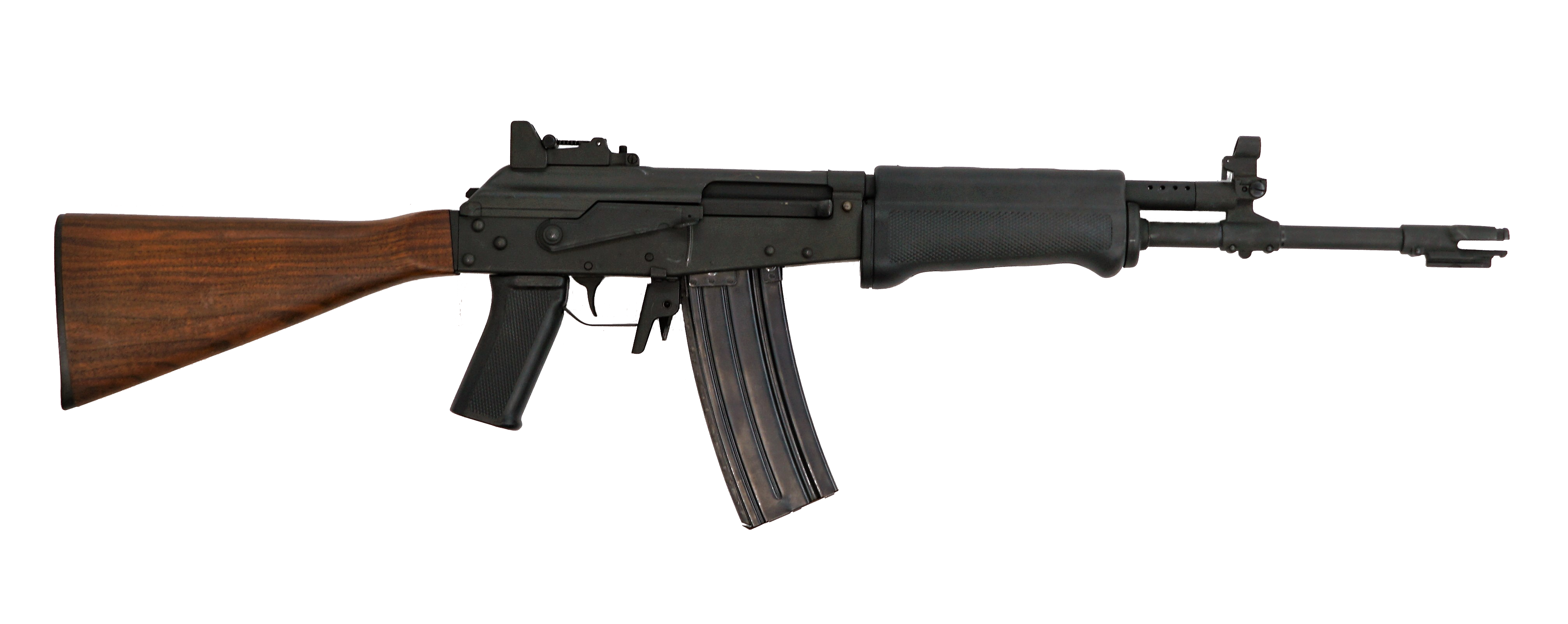
5.56×45mm弾仕様のM76W。

#### M76
Rk 62/76のセミオートのみ民間向け輸出モデル。銃床は木製のM76W、プラスチック製のM76P、折りたたみ銃床のM76Fの3種類が存在する。使用弾薬は7.62×39mm弾に加え.222 レミントン弾、5.56×45mm弾、.308 ウィンチェスター弾、.243 ウィンチェスター弾の5種類が存在する。また比較的大口径な.308 ウィンチェスター弾仕様と.243 ウィンチェスター弾仕様のM76のレシーバーはRk 62/76とは異なり削り出し加工で製造されたレシーバーを備えている。7.62×39mm弾仕様はプレス製造レシーバーと削り出し製造レシーバー両方の仕様が存在する。
.222 レミントン弾仕様のM76Wはインドネシアの沿岸警備隊にて使用された。

#### M78
Rk 71をベースとするRk 71およびRk 62/76の軽機関銃仕様。延長されたヘビー銃身と強化されたフロントトラ二オン、大型化された木製銃床を備えている。フロントサイト付近の銃身には二脚が取り付けられている。ハンドガードはRk 62/76同様のプラスチック製と木製の2種類が存在する。使用弾薬は7.62×39mm弾に加え5.56×45mm弾仕様と7.62×51mm弾仕様が存在する。またレシーバーも削り出し製造とプレス製造の2種類がある。

#### M78/83／M78/83S
1980年代初頭に開発された7.62×51mm弾仕様のM78の狙撃銃仕様。黒いプラスチックで構成されたSVDに似たチークパッドを備えたスケルトンサムホール銃床を備えており、リアサイト前方にキャリングハンドルが追加されている。また照準器を取り付けるためにレシーバー左側面にスコープマウントが追加されている。

#### M82
M/82のセミオートのみの民間向け輸出モデル。約2,000挺が生産された。

#### M83
Rk 62/76の民間向け輸出モデルであるM76の第二世代モデル。M76と特に変更はないがレシーバー左側面にスコープマウントが追加されており対応した照準器が取り付けられる。

#### ヴァルメト・ペトラ／ハンター M/83
Rk 62/76をベースとしたセミオートのみの民間向け狩猟仕様。木製のグリップ一体型のライフル銃床と木製のロングハンドガードを備えている。また照準器を取り付けての運用を前提としているためアイアンサイトは省略されている。銃床の影響でトリガーはレシーバー後端に移動しており、マガジンリリースレバーも小型化されている。海外ではヴァルメト・ペトラ、フィンラント国内ではハンター M/83として販売されている。弾薬バリーションは5.56×45mm弾、.308 ウィンチェスター弾、.243 ウィンチェスター弾、.30-06 スプリングフィールド弾の公式バリエーションが存在し、非公式バリエーションも含めると9.3×62mm弾仕様なども存在する。また構成的にはロシアのサイガに非常に近い。

#### M92S
M95以前に開発されたセミオートのみの民間向け輸出モデル。使用弾薬は7.62×39mm弾に加え5.56×45mm弾仕様が存在する。

#### M95
Rk 95 TPの海外輸出向けモデル。仕様に変化はないが7.62×39mm弾に加え5.56×45mm弾の弾薬バリエーションがある。

## 登場作品

### 映画
『コマンドー』
アリアスの拠点を襲う主人公メイトリクスが、武装のひとつとしてM78/83を使用。
『ターミネーター』
2029年の未来世界にて、ジョン・コナー率いる人類抵抗軍の一員であるカイル・リースと抵抗軍の兵士達が装備しているフェイズドプラズマライフルがM82。スリングとスコープを装着しており、カイルはスコープを使って飛行中の飛行型ハンターキラーを監視したり、抵抗軍のアジトに侵入したスカイネット率いる機械軍に属する、人間に擬態したターミネーターと銃撃戦を繰り広げた。
『若き勇者たち』
アメリカに侵攻した共産諸国軍が、RPK軽機関銃の代役としてM78を装備。抵抗活動を行う主人公たちも鹵獲品を使用。

### 漫画・アニメ
『ゴルゴ13』
第535話『森と湖の国の銃』（SPコミックス198巻）に登場。依頼者の復讐で、フィンランド人の犯行に見せかけるよう、民間用モデルであるヴァルメM62Sで狙撃するよう依頼される。
『ヨルムンガンド』
FRDF隊員が使用する。